# Mrgan
Mrgan är en ort i Bosnien och Hercegovina. Den ligger i den centrala delen av landet, 60 km norr om huvudstaden Sarajevo. Mrgan ligger 483 meter över havet och antalet invånare är 361.
Terrängen runt Mrgan är kuperad, och sluttar norrut. Närmaste större samhälle är Vozuća, 4,1 km väster om Mrgan.
I omgivningarna runt Mrgan växer i huvudsak lövfällande lövskog. Runt Mrgan är det ganska tätbefolkat, med 93 invånare per kvadratkilometer.